# Ewy Rosqvist-von Korff
Ewy Rosqvist-von Korff (Ystad, 3 de agosto de 1929-Estocolmo, 4 de julio de 2024) fue piloto de rally sueca. Ganó varios campeonatos europeos, así como la categoría damas en el Rally del Sol de Medianoche (cuatro veces, ahora llamado Rally de Suecia). Su logro más notable fue haber ganado la general del Gran Premio Turismo de Argentina en 1962, con Ursula Wirth (1934-2019) como su copiloto.

## Biografía

### Años iniciales
Ewy Jönsson nació en 1929 en Stora Herrestads, en las afueras de Ystad, siendo la única hija de una familia granjera con cinco hijos. Luego de asistir a una escuela de agricultura, se graduó de asistente de veterinaria.
En su trabajo como asistente de veterinaria, Jönsson debía manejar un automóvil, visitando regularmente de 7 a 8 granjas cada día. Así fue como nació su interés en manejar rápido, y luego de un tiempo comenzó a registrar los tiempos logrados entre las diferentes granjas.
Ewy (ahora con el apellido Rosqvist luego de su matrimonio con Yngve Rosqvist) y su esposo se hicieron miembros del Automóvil Club Real, con su esposo manejando la mayoría del tiempo al comienzo, y ella como copiloto. Luego de que el Automóvil Club demostrara interés en ella, Ewy Rosqvist comenzó a competir también como piloto.

### Carrera en el Rally
Ewy Rosqvist se transformó rápidamente en una corredora, y luego de un tiempo era una de las mejores pilotos femeninas de Europa. En 1960 firmó como parte del equipo oficial de Volvo. Dos años más tarde, Mercedes-Benz adquirió su contrato, comenzando su carrera internacional. Durante sus años más intensos de competencia llegó a pasar 280 días viajando lejos de casa.
Ganó el Campeonato Europeo en 1959, 1960 y 1961, este último compartido con Pat Moss. Ganó la categoría damas del Midnattssolsrallyt ("Rally del Sol de Medianoche", actualmente llamado Rally de Suecia desde 1959 a 1962.

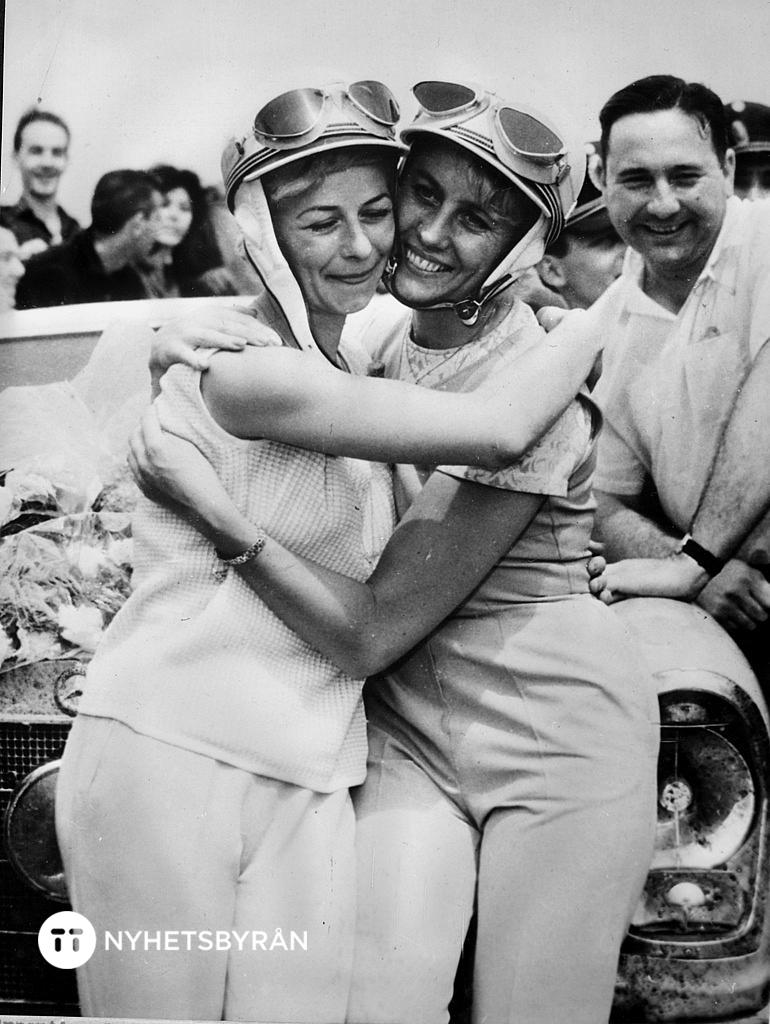
Ursula Wirth (izq.) y Ewy Rosqvist (der.) luego de ganar el Gran Premio Turismo de Argentina en 1962.

En 1962, Ewy Rosqvist participó exitosamente en el Gran Premio Turismo de Argentina (siendo la primera mujer en hacerlo), manejando un automóvil Mercedes Benz 220 SE de 2 toneladas, con Ursula Wirth como copiloto. El dúo ganó las seis etapas y estableció un nuevo récord de velocidad para la carrera. En 1961 la velocidad promedio del ganador había sido 121 km/h, mientras que la velocidad promedio de Rosqvist en 1962 fue de casi 127 km/h.
En los años siguientes Rosqvist resultó segunda y tercera (en 1963 y 1964, respectivamente) en el Gran Premio de Argentina, y también logró victorias en la clase 2.5 litros en ambos, el Rally de Montecarlo y en Nürburgring. También participó exitosamente en los rallies de Acrópolis y Spa-Sofia-Liege.

### Años finales
Rosqvist dejó de participar en grandes carreras luego de que Mercedes Benz desmanteló su equipo de rally en 1965. Para entonces, nuevos fabricantes con automóviles más ligeros habían transformado al relativamente más pesado Mercedes en un automóvil menos competitivo. Ewy Rosqvist recibió una oferta de Audi, pero decidió finalizar su carrera en el rally de alta competencia. En 1964 se casó con Alexander von Korff, jefe de la división deportiva de Mercedes Benz.
Ewy Rosqvist dejó de competir en 1967, luego de una carrera sin ningún accidente, choque o automóvil dañado. Sus trofeos y automóviles se exhiben en el Museo Mercedes-Benz en Stuttgart. Ewy trabajó por varios años como guía del museo y piloto de pruebas de nuevos modelos de Mercedes.
Rosqvist vivió varios años en Stuttgart luego del fallecimiento de Alexander von Korff en 1977, pero finalmente se mudó nuevamente a Suecia. Allí, conoció a Karl Gustav Svedberg, director de la compañía Philipson Bil AB, un importador de automóviles Mercedes-Benz. Vivieron juntos hasta la muerte de Karl en 2009.

## Premios
Årets idrottskvinna (atleta femenina del año) 1961, otorgado por el periódico Stockholms-Tidningen.

## Otras lecturas
- Ewy Rosqvist: Fahrt durch die Hölle, München: Copress-Verl., 1963